# Khu bảo tồn thiên nhiên Néouvielle
Bản mẫu:Infobox Khu bảo tồn

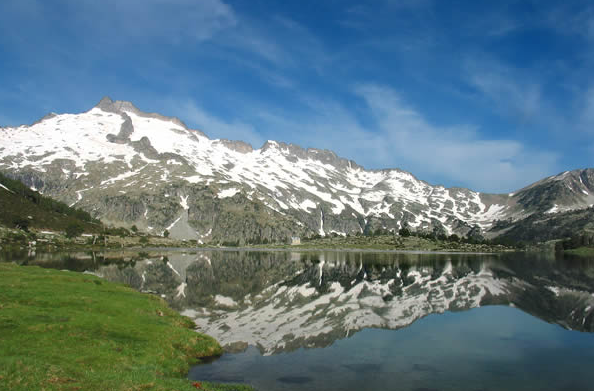

Khu bảo tồn thiên nhiên Néouvielle là một khu bảo tồn của Pháp, ở gần thị xã Saint-Lary-Soulan và Barèges, thuộc tỉnh Hautes-Pyrénées, vùng Occitanie.

## Địa lý
Khu bảo tồn thiên nhiên này nằm ở khu vực khối núi Néouvielle, dãy núi Pyrénées. Khu  này có diện tích 2.313 ha, nằm ở nhiều độ cao khác nhau, từ 1.800 m tới 3.091 m, và giáp với Vườn quốc gia Pyrénées.
Khu bảo tồn này có vô số hồ, hồ nhỏ, ao, và một hệ động vật và thực vật phong phú. Về thực vật, có nhiều loài cây khác nhau. Chỉ tính riêng loài tảo thì, theo Phòng thí nghiệm sinh học của trường Đại học Toulouse, ở đây đã có gần 570 loài. Về động vật, khu bảo tồn này có hơn 370 loài, trong đó có: sơn dương Pyrénées, chim kền kền hoang, gà gô đen và chim đại bàng, cùng nhiều loại khác

## Lịch sử
Khu bảo tồn thiên nhiên Néouvielle được thành lập năm 1936, nhờ công của giáo sư Chouard, và là một trong các khu bảo tồn thiên nhiên đầu tiên của Pháp.
Một số hồ giữ nước đã được lập ngay từ năm 1882, để cung cấp nước cho các nhà máy thủy điện ở Pragnères và Saint-Lary-Soulan, như các hồ Aubert, hồ Aumar, hồ Cap-de-long, hồ Orédon vv...